# 合肥薯干白酒
合肥薯干白酒是合肥过去出产的一种白酒，源于1958年大跃进后中国经济瘫痪，绝大部分酒厂均无法获得酿酒所需粮食，合肥酒厂被迫研发新原料，以甘薯代替纯粮，开发出合肥薯干白酒；推出后颇受欢迎，且原料紧张问题因计划经济弊端一直无法完全解决，所以合肥薯干白酒也一直持续出产至1990年代才逐渐停产：改革开放后民众生活水平提升，合肥薯干白酒作为廉价粮食酒地位尴尬，因依传统粮食酒工艺酿造，价格上无法和更为廉价的食用酒精勾兑酒相比，但同时又无法和高粱、大米和小麦之类的高端纯粮酒竞争。被合肥啤酒厂收购后，薯干白酒因非主流产品和盈利甚微而产量剧减，而后华润雪花啤酒收购合肥啤酒厂后更是完全停产绝迹，合肥薯干白酒就此彻底消失。